# 赵树华
赵树华，中华人民共和国政治人物。
担任贵州省第一个初级农业合作社（尖山农业合作社）主任。1954年，当选第一届全国人民代表大会代表。